# マッドバウンド 哀しき友情
『マッドバウンド 哀しき友情』（マッドバウンド かなしきゆうじょう、Mudbound）は2017年にアメリカ合衆国で公開されたドラマ映画である。監督はディー・リース、主演はキャリー・マリガンが務めた。本作はヒラリー・ジョーダンが2008年に発表した小説『Mudbound』を原作としている。
本作は2017年にネットフリックスが配信した作品の中でも最高の評価を受けており、ジェイソン・ミッチェルとメアリー・J・ブライジの演技は特に称賛されている。

## ストーリー
31歳のローラは兄の上司であるヘンリー・マッカランに好意を寄せられていた。ローラの方はヘンリーに対して特に思い入れもなかったが、2人は結婚することになった。ローラはヘンリーと結婚することで、メイドとしての退屈な生活から抜け出せると思ったのであった。やがて、2人の間には子供が生まれた。
ハプ・ジャクソンは先祖代々の土地で農業を営んでいた。ハプは自らが小作農ではないことに誇りを持っていたが、自分の農地を手にしたいという願望は日に日に強まるばかりであった。
第二次世界大戦が始まったため、ヘンリーの弟であるジェイミーとハプの長男であるロンゼルが徴兵されることになった。ロンゼルは軍曹に留まったが、ジェイミーは空軍のパイロットに取り立てられた。ロンゼルら黒人の兵士たちも白人の兵士と同じくらいヨーロッパで歓迎された。戦火のただ中ではあったが、ロンゼルは祖国アメリカで味わうことが出来ない自由を謳歌するのであった。
農地を買ったヘンリーは一家総出でそこへ引っ越す決断を下した。ヘンリーの父親は根っからの差別主義者であった。ローラの子供たちが百日咳を発症したとき、ヘンリーはハプの妻であるフローレンスに看病を手伝ってくれと頼んだ。フローレンスの見事な働きぶりに感心したローラは、彼女に「家政婦として働いてくれませんか」と頼み込んだ。召使いとして働く母親の姿を見て育ったフローレンスは複雑な心境になったが、子供の教育費用と夫の農地の購入費用を稼ぐためにそのオファーを受けることにした。
ある日、ハプが飼っていたラバが急死し、ハプ自身も脚を負傷するという災難に見舞われた。ラバをマッカラン一家から借りたハプは、自身が小作農に転落してしまったという事実に打ちひしがれることとなった。そのことを哀れに思ったローラは、ハプの脚の治療費を工面するべく、ヘンリーのお金を盗み出した。しかし、盗難の事実が露見してしまったため、フローレンスは家政婦をクビになり、ヘンリーはローラを無視するようになってしまった。
戦争が終わり、ジェイミーとロンゼルは帰国した。しかし、2人には生還したことを素直に喜べない事情があった。ロンゼルに与えられた褒賞はその働きにとても見合わないものだった。また、ジェイミーはPTSDに苦しめられることとなった。戦争が2人の心に残した傷は大きいもので、自動車のエンジン音に恐怖心を抱くことすらあった。従軍していた頃に黒人のパイロットの援護で命拾いをした経験を持つジェイミーは、ロンゼルにも分け隔てない態度で接した。しかし、他の白人たちの中には、ロンゼルを露骨に蔑視する者が少なからずいた。
ジェイミーとロンゼルはなかなか日常生活に馴染めず、前者に至っては酒浸りの日々を過ごしていた。それでもなお、2人の交流は続いていた。しかし、その様子を忌々しいと思ったジェイミーの父親の愚行によって、凄惨な悲劇が引き起こされてしまった。

## キャスト
※括弧内は吹き替え声優
- キャリー・マリガン - ローラ・マッカラン（宮島依里[5]）
- ギャレット・ヘドランド - ジェイミー・マッカラン（三上哲[5]）
- ジェイソン・クラーク - ヘンリー・マッカラン（山野井仁[5]）
- ジェイソン・ミッチェル - ロンゼル・ジャクソン（奈良徹）
- メアリー・J・ブライジ - フローレンス・ジャクソン（高山佳音里）
- ジョナサン・バンクス - ヘンリーとジェイミーの父親（廣田行生）
- ロブ・モーガン - ハプ・ジャクソン（乃村健次）
- ケルヴィン・ハリソン・Jr - ウィークス
- クラウディオ・ラニアード - パールマン医師
- ケネディ・デロシン - リリー・メイ・ジャクソン

## 製作
2016年3月21日、ディー・リース監督の新作映画にキャリー・マリガン、ギャレット・ヘドランド、ジェイソン・クラーク、ジェイソン・ミッチェルの4人が出演することになったと報じられた。5月25日、メアリー・J・ブライジが本作に出演するとの報道があった。31日、本作の主要撮影がルイジアナ州ニューオーリンズで始まった。

## 公開
2017年1月21日のサンダンス映画祭におけるプレミア上映に先立って、A24とアンナプルナ・ピクチャーズが本作の配給権の獲得に乗り出していた。しかし、最終的に配給権を獲得したのはネットフリックスであった。同社は本作の全世界配給権を1250万ドルで購入した。本作は第90回アカデミー賞の候補資格を得るために、全世界での配信が始まる2017年11月17日から1週間の間、ロサンゼルスとニューヨークの映画館で上映された。

## 評価
本作は批評家から絶賛されている。映画批評集積サイトのRotten Tomatoesには99件のレビューがあり、批評家支持率は97%、平均点は10点満点で8.4点となっている。サイト側による批評家の見解の要約は「『マッドバウンド 哀しき友情』はアメリカ史の一断片を上質な演技によって実に細やかに提示している。それは農村部の階級社会の葛藤が時代背景を越えて現代に反響する様を描き出している。」となっている。また、Metacriticには34件のレビューがあり、加重平均値は86/100となっている。

### 受賞
| 賞                                 | 発表日         | カテゴリ             | 対象者                | 結果   | Ref.   |
| ---------------------------------- | -------------- | -------------------- | --------------------- | ------ | ------ |
| ゴッサム・インディペンデント映画賞 | 2017年11月27日 | ブレイクスルー演技賞 | メアリー・J・ブライジ | 未決定 | [ 13 ] |
| ゴッサム・インディペンデント映画賞 | 2017年11月27日 | 特別賞               | 出演者一同            | 受賞   | [ 13 ] |
| ハリウッド映画賞                   | 2017年11月5日  | アンサンブル賞       | 出演者一同            | 受賞   |        |
| ハリウッド映画賞                   | 2017年11月5日  | ブレイクスルー女優賞 | メアリー・J・ブライジ | 受賞   |        |
| インディワイアー賞                 | 2017年11月2日  | ブレイクスルー演技賞 | メアリー・J・ブライジ | 受賞   | [ 14 ] |